# Cahagnes
Cahagnes är en kommun i departementet Calvados i regionen Normandie i norra Frankrike. Kommunen ligger i kantonen Aunay-sur-Odon som ligger i arrondissementet Vire. År 2022 hade Cahagnes 1 408 invånare.

## Befolkningsutveckling
Antalet invånare i kommunen Cahagnes
Referens: INSEE